# Puttonyo

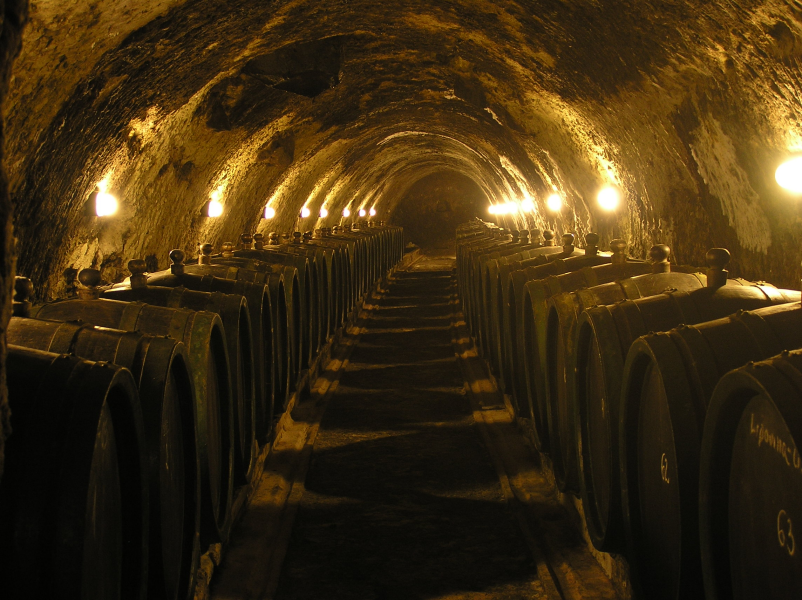
Adega de vinho Tokaji, na Hungria.

Puttonyo é a unidade de medida usada para indicar o nível de açúcar e, portanto, a doçura de vinho húngaro vinho de sobremesa, chamado Tokaji (ou tokay). É tradicionalmente medido pelo número de uvas doces (conhecidas como Aszú) adicionadas a um barril de vinho, mas agora é medido em gramas de açúcar residual. O  puttony  era na verdade a cesta de 25 quilos de uvas Aszú, e quanto mais adicionado ao barril de vinho, mais doce o vinho eventual. A medição vai de 3 a 6 Puttonyos. Um Tokaji feito inteiramente de uvas Aszú é conhecido como Eszencia. O mesmo sistema é usado na região vinícola de  Eslováquia Tokaj no outro lado da fronteira para a produção local.
Assim, um Tokaji aszú de 3 puttonyos (mínima adição para poder classificar-se como Tokaji aszú) seriam 75 kg de pasta juntos a 136 litros de vinho fresco da época. Esta quantidade de uva seca pela chamada “podridão nobre” tem uma tal concentração de açúcar que impregna suave e elegantemente o vinho base, que é seco, transmitindo-lhe uma doçura e fragrâncias indescritíveis. O maior grau de doçura e complexidade corresponde aos Tokaji de 6 puttonyos.
Existe um grau ainda acima dos 6 puttonyos, mas trata-se de um Tokaji tão raro e difícil de conseguir, que quase se poderia considerá-lo como una obra prima. É o denominado Tokaji Eszcencia, a lágrima ou sumo das melhores uvas aszú enquanto esperam ser prensadas, que contêm até cerca de 60% de açúcar. A quantidade de açúcar é tão elevada que o vinho apenas pode fermentar, impedindo-o de desenvolver apenas 4º de álcool.